# Josep Maria Llorens i Ventura
Josep Maria Llorens i Ventura (Tarragona, 15 d'abril de 1886 - Labastide (Languedoc), 11 de maig de 1967) va ser mestre de capella, sacerdot catòlic, musicòleg i professor de música.
Als 14 anys debutà com a músic a l'Ateneo Tarraconense de la Clase Obrera, entitat on, més endavant, coneixeria Pau Casals quan aquest hi va fer un concert. Llorens va ser deixeble del músic i compositor Josep Gols, a qui dedicà la primera obra que compongué. Estudià la carrera eclesiàstica al seminari tarragoní, i la de música al Conservatori del Liceu de Barcelona. S'ordenà sacerdot l'any 1911 i cantà la seva primera missa a Montserrat. En aquest període, també promogué amb gran entusiasme la sardana entre els tarragonins. Destinat temporalment a Osca, hi fundà l'Orfeón Oscense (<1929).
Quan vivia a Lleida, on era professor del seminari, i beneficiari i mestre de la capella (des del 31 d'octubre del 1919) de la catedral, va publicar el llibre Teoria de la música (1933). A causa del seu ascendent popular, durant la guerra civil no fou perseguit, sinó que, a més, fou nomenat director de l'Escola de Música de Lleida; el febrer del 1939 hagué d'exiliar-se i anà a raure al camp de concentració. Es refugià a la diòcesi de Montalban, de la qual fou canonge i professor de música al seminari; també exercí de rector de Campsas. Amb el pseudònim Joan Comas va publicar a Tolosa de Llenguadoc el controvertit assaig L'Església contra la República Espanyola (1960). Jubilat per una artritis, es retirà a Labastida, i allí hi morí. De forma pòstuma, hom publicà el seu llibre La meva Tarragona.